# Alfred Naccache

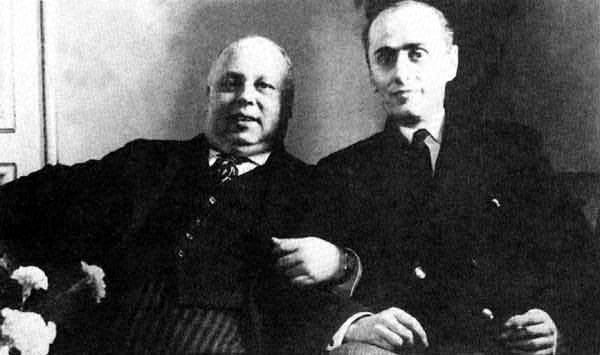
Alfred Naccache (rechts) mit dem syrischen Präsidenten Tadsch ad-Din al-Hasani (1941)

Alfred Georges Naccache (auch: Naqqache; arabisch ألفرد جورج النقاش Alfred Dschūrdsch an-Naqqāsch‎; * 1887; † 28. September 1978) war ein libanesischer Politiker. Vom 7. April bis 26. November 1941 war er Premierminister und anschließend von 1941 bis 1943 Präsident des Libanon. Naccache war Maronit.

## Leben
Naccache war kurze Zeit vor der Unabhängigkeit libanesischer Staatspräsident (vom 9. April 1941 bis zum 18. März 1943). Von 1953 bis 1955 war er Außenminister des Libanon.

## Würdigung
- In Beirut ist die „Alfred Naccache Street“ nach ihm benannt.[1]